# Madill
Madill település az Amerikai Egyesült Államok Oklahoma államában, Marshall megyében, melynek megyeszékhelye is. Lakosainak száma 3914 fő (2020. április 1.).

## Népesség
A település népességének változása:

| 2010 | 3 770 |
| 2020 | 3 914 |